# Písac

Panorama de Písac

Písac (também Pisaq) está localizado a 33 quilômetros da cidade de Cusco, no Peru. O seu local arqueológico é um dos mais importantes do Vale Sagrado dos Incas.
Este povoado tem uma parte inca e outra colonial.
Písac, e sua praça principal, é um lugar cheio de colorido e com diversos artigos artesanais à venda. Este povoado é conhecido pelo seu observatório astronómico.
A arquitetura de Písac também é mestiça, construída sobre restos indígenas pelo vice-rei Francisco de Toledo.
Aqui pode-se assistir a uma missa em quíchua no meio de indígenas e varayocs ou prefeitos regionais. Igualmente, pode-se comprovar como os agricultores incas resolveram o problema de semear nas ladeiras dos morros.

## Turismo
Fica próximo de Cusco e existe passeios que saem da cidade de Cusco e dão a volta por vários sítios arqueológicos próximos a cidade incluindo Písac.